# De Wildt
De Wildt è un centro abitato sudafricano situato nella municipalità distrettuale di Bojanala Platinum nella provincia del Nordovest.

## Geografia fisica
Il piccolo centro abitato sorge a circa 16 chilometri a est della città di Brits e a circa 27 chilometri a nord-ovest di Pretoria. De Wildt dispone quindi di una stazione ferroviaria che permette i collegamenti con queste due città.